# Concilio Quinisexto

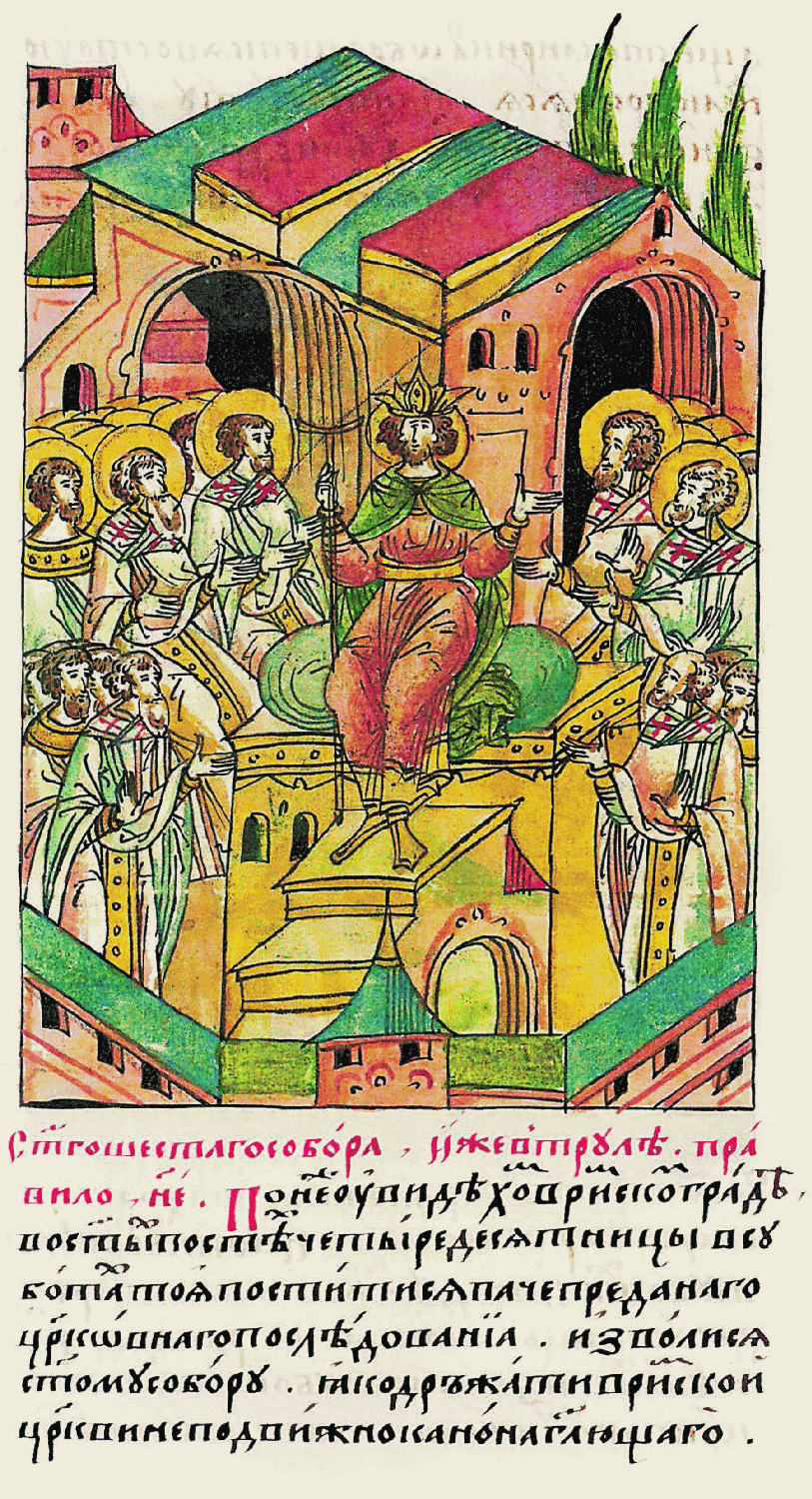
Representación rusa del Concilio Quinisexto del.

El Concilio Quinisexto, también conocido como Concilio Trulano, Concilio Trullano, Segundo Concilio Trullano o  Concilio in Trullo, fue un concilio convocado por el emperador Justiniano II el año 692, en Constantinopla. Se llamó quinisexto por ser un complemento de los anteriores concilios quinto y sexto: el II y III concilios de Constantinopla. La Iglesia católica no lo reconoce. «Trulla» significa «cúpula» y hace alusión al lugar donde tuvieron las reuniones: una sala cubierta con cúpula del palacio imperial de Constantinopla.

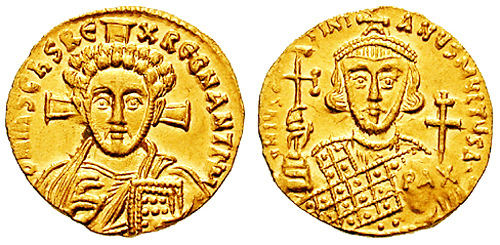
Moneda con la efigie de Cristo y de Justiniano.

## Historia y contexto
Justiniano II fue un príncipe muy creyente. En las inscripciones numismáticas se atribuía el nombre de servus Cristi «siervo de Cristo», y fue el primero de los emperadores bizantinos en grabar la efigie de Cristo en el reverso de las monedas. También se distinguió por perseguir a los maniqueos.
Durante su reinado se celebró un concilio (años 691/2), en el que se completaron las decisiones dogmáticas de los dos concilios ecuménicos anteriores, el quinto del año 553 y el sexto del año 680/1, con una amplia serie de cánones.
Fue un concilio oriental, sin representantes de occidente ni delegados papales. El papa Sergio I (687-701) no lo reconoció, y cuando quisieron llevarlo preso a Bizancio, el pueblo romano lo impidió. El emperador, contrariado, decidió no auxiliar a los romanos cuando los longobardos quisieron invadir Italia. 

## Temas tratados
Muchos de los cánones de este concilio fueron ratificaciones. Respaldó no solo los seis concilios ecuménicos ya celebrados (canon 1), sino también los cánones apostólicos, el Sínodo de Laodicea, el Tercer Concilio de Cartago y la 39.ª carta pascual de Atanasio (canon 2).
En este Concilio se trataron cuestiones disciplinares, pues en los anteriores sólo se habían tratado temas dogmáticos: se habían condenado los Tres Capítulos y el monotelismo. 
En el canon 36 se confirmaba el canon 3 del Primer Concilio de Constantinopla y el canon 28 del Concilio de Calcedonia sobre el rango eclesiástico de Constantinopla, que lo igualaba al de Roma y el papel del emperador (no aprobado por el papa). Se excluyó la obligación de la continencia total a presbíteros, diáconos y subdiáconos, pero no a los obispos (véase Celibato eclesiástico en las Iglesias ortodoxas bizantinas). Por eso los obispos se elegirán entre los monjes, dado su voto de castidad. Se permitió la ordenación hasta el presbiterado de hombres casados, pero no el matrimonio de los clérigos. 
En el canon 55 se prohibía el ayuno del sábado de Cuaresma y en el 67 el consumo de animales estrangulados y la sangre como alimento, ambas costumbres, muy arraigadas en occidente.
En el canon 82 se prohibía la representación simbólica de Cristo como cordero, muy extendida en occidente. Debía ser representado en su lugar, en su aspecto como consecuencias de su encarnación humana, el que quitó el pecado del mundo, Cristo nuestro Dios. La importancia de esta creciente representación en la cultura bizantina fue el esbozo de una teología del icono, antes de los desarrollos que tendrán lugar, en el año 787, durante el Segundo Concilio Ecuménico de Nicea. El canon 82, sin embargo, tendrá menos efecto en la Iglesia romana, debido a las reticencias del papa Sergio.
Se ratificaron 102 cánones y las decisiones de los anteriores Concilios Ecuménicos. Se sancionaron los denominados «85 Cánones Apostólicos» y se aprobaron las decisiones disciplinarias de varios Concilios regionales. Se añadieron una serie de cánones a los ya existentes. El Concilio Quinisexto fijó el fundamento de la Ley Canónica Ortodoxa.

## Aceptación
Es reconocido por la Iglesia ortodoxa y contiene la parte principal para su derecho canónico. En oriente se considera que es la continuación o complemento de los concilios ecuménicos quinto y sexto: «quinisexto» o «quintosexto», por los cánones disciplinares. La Iglesia Oriental no lo considera un concilio ecuménico distinto: para ella el séptimo concilio ecuménico reconocido es el Concilio de Nicea II, convocado en el año 787.
La Iglesia católica no reconoce el Concilio Quinisexto, y lo denomina también synodus erratica.